# Jim Svensk Larm
Jim Anders Svensk Larm, född 26 september 1987 i Njutångers församling i Gävleborgs län, är en svensk politiker (socialdemokrat). Han var riksdagsledamot (tjänstgörande ersättare) 2022–2023 för Gävleborgs läns valkrets.
Svensk Larm kandiderade i riksdagsvalet 2022 och blev ersättare. Han var tjänstgörande ersättare för Patrik Lundqvist under perioden 1 november 2022–29 oktober 2023. I riksdagen var Svensk Larm extra suppleant i arbetsmarknadsutskottet.